# Test Tumor M2-PK
Test Tumor M2-PK stosuje się w profilaktyce i wczesnym wykrywaniu raka jelita grubego. Jest to wiarygodny test enzymatyczny wykrywający obecność izoenzymu M2 kinazy pirogronianowej, który bierze udział w procesie metabolizmu komórek rakowych. Test kałowy Tumor M2-PK wykrywa zmiany w jelitach, w tym stany przed nowotworowe takie jak polipy (powyżej 1 cm) i gruczolaki oraz raka jelita grubego, również we wczesnym stadium. Tumor M2-PK ma wysoką czułość. Pobieranie materiału do badania jest bezbolesne i nieinwazyjne. W przeciwieństwie do testu na krew utajoną wykrywa również niekrwawiące polipy i guzy. Test Tumor M2-PK można przeprowadzić w każdej chwili, gdyż nie wymaga specjalnego przygotowania ani diety. Materiałem pobieranym do badania jest kał. Test wykonywany jest w warunkach laboratoryjnych przez wykwalifikowany personel medyczny.
Test kałowy Tumor M2-PK nie zastępuje badań endoskopowych w tym kolonoskopii.

## Opis wyniku testu kałowego Tumor M2-PK
- czułość: Odsetek osób chorych (z daną jednostka chorobową) u których wynik testu jest dodatni - miara zdolności testu do wykrycia choroby
- swoistość: Odsetek osób zdrowych (bez danej jednostki chorobowej), u których wynik testu jest ujemny - miara zdolności testu do potwierdzenie nieobecności choroby.

## Charakterystyka testu kałowego Tumor M2-PK
- wysoka czułość i swoistość testu
- niezależny od obecności krwi w kale
- brak fałszywie dodatnich wyników w przypadku krwawienia z powodu hemoroidów, szczelin odbytu i innych
- wykrywanie również niekrwawiących polipów i guzów
- rodzaj składników pokarmowych w kale nie wpływa na dokładność testu  - nie wymaga specjalnej diety
- wystarczy mała próbka kału
- bezbolesny i nieinwazyjny.

## Kiedy należy wykonać test kałowy Tumor M2-PK
- raz w roku osoby powyżej 35 roku życia
- osoby z grupy ryzyka (np. polipowatość rodzinna; przewlekłe zapalne choroby jelit: choroba Leśniowskiego-Crohna, Colitis ulcerosa; rak jelita grubego u krewnych pierwszego stopnia; występowanie choroby nowotworowej u najbliższych krewnych - rak jelita, rak żołądka, rak macicy, rak piersi, rak jajnika; zespół Gardnera lub zespół Peutza-Jeghersa; złe nawyki żywieniowe; otyłość i brak ruchu; palenie tytoniu)
- pacjenci zagrożeni wznową choroby nowotworowej.